# Scatology
Scatology е първата дългосвиреща плоча и втори албум на английската група Койл.
Scatology е издаден в три формата с две различни корици. В оригиналното дългосвирещо издание, оформлението с черното слънце е положено върху пощенска картичка с извито и слизащо стълбище, известно като „Аналното стълбище“. Във второто издание "Сексуалната архитектура" е залепена за различни корици, като непокритите разкриват оригиналното оформление с черното слънце.
Изданието на компактдиск предлага корица със заглавието на албума и кръст от горе надолу под нея, като под всичко е оригиналното черно слънце.
Касетната версия е бутлегната версия, записана на обща касета от Стейбъл Рекърдс от Русия. Тя не е разрешена по никакъв начин от Койл.